# South Asian Federation of Exchanges
Die in Islamabad ansässige South Asian Federation of Exchanges (SAFE) vertritt Börsenbetreiber in Sri Lanka, Pakistan, Nepal, Indien, Bhutan und Bangladesch und bietet eine Plattform für die Interessenvertretung der Branche und die gemeinsame Entwicklung von Vorschriften und Börsennotierungsregeln. Sie wurde im Januar 2000 ins Leben gerufen.

## Mitglieder
- Bombay Stock Exchange (BSE)
- Chittagong Stock Exchange (CSE)
- Colombo Stock Exchange (CSE)
- Dhaka Stock Exchange (DSE)
- Islamabad Stock Exchange (heute Pakistan Stock Exchange – PSX)
- Karachi Stock Exchange (heute Pakistan Stock Exchange – PSX)
- Lahore Stock Exchange (heute Pakistan Stock Exchange – PSX)
- Maldives Stock Exchange (MSE)
- Indian Commodity Exchange (ICEX)
- National Stock Exchange of India (NSE)
- Nepal Stock Exchange (NEPSE)
- Royal Securities Exchange of Bhutan
- Stock Exchange of Mauritius (SEM)